# WeTransfer
WeTransfer è un servizio per il trasferimento di file su Internet, basato sulla tecnologia e l'infrastruttura di S3 di Amazon.
L'azienda fondata ad Amsterdam nel 2009 da Bas Beerens, Nalden e Rinke Visser.
Nella versione base gratuita il servizio permette l'invio di file con un limite massimo di 2 gigabyte per singolo invio. Da ottobre del 2018 è stata proposta per la seconda volta l'applicazione mobile, col nuovo nome di "Collect by WeTransfer".

## Storia
Tramite il proprio blog nalden.net Nalden fu contattato da Beerens, imprenditore olandese che nel '99 aveva fondato la piattaforma di sviluppo e società di consulenza OY Communications, alla quale nel 2012 affiancò WeMarket, un mercato B2B globale per acquirenti e venditori di qualsiasi settore. I due ebbero l'idea di condividere un servizio che doveva permettere di spostare facilmente file molto grandi ed essere "semplice a sufficienza per poter esser usato anche dai suoi genitori".
Nato inizialmente col nome OY transfer, il sito divenne via via indipendente dal blog, finché nel 2012 fu introdotta una versione a pagamento che offriva un maggiore spazio di archiviazione.

Autofinanziato dal 2009, WeTransfer chiuse il bilancio in attivo solamente a partire dal quarto anno di attività, avviando le sue prime borse di studio con la scuola d'arte Central Saint Martins di Londra.
Nel 2015, WeTransfer raccolse 25 milioni di dollari da Highland Capital Partners Europe, un finanziamento di venture capital classificato col rating più alto. Nello stesso anno, la compagnia arruolò nel proprio CdA Troy Carter, gestore artistico di Meghan Trainor ed ex manager di talenti come Lady Gaga.
L'anno seguente fu acquisito lo studio di innovazione e design digitale Present Plus. Nato nel 2010 da Damian Bradfield e dallo stesso Nalden, Present Plus ha prodotto contenti multimediali che cercano di presentare le potenzialità della tecnologia, in modo semplice e accessibile. Fra i suoi clienti vi furono aziende come Adidas, MR PORTER, British Airways, Sonos e Christie's.
All'inizio del 2017, Gordon Willoughby diventò l'amministratore delegato, mentre Bas Beerens passava alla carica di presidente esecutivo. Il 21 agosto 2018 furono acquistati il marchio e i brevetti della società informatica FiftyThree, proprietaria delle applicazioni mobili di nome Paste e Book: la prima era un elaboratore di presentazioni collaborativo, disponibile a pagamento per aziende su sistemi iOS, e tramite web; la seconda, sospesa dal 2018, era un servizio personalizzabile di stampa a colori per file creati con l'iPad.
Le fonti di guadagno del sito sono gli abbonamenti Premium e la pubblicità, visualizzata tramite sfondi delle pagine web, secondo una modalità che Nalden aveva già sperimentato nel suo blog, al posto dei tradizionali banner pubblicitari.
Il 31 luglio 2024 WeTransfer è stata rilevata da Bending Spoons, azienda italiana sviluppatrice di app per dispositivi mobili.

## La comunità
Il 75% degli utenti di WeTransfer proviene dalla comunità dei creativi. Dalla data di lancio, WeTransfer ha distribuito il 30% delle immagini di sfondo (spazi pubblicitari) per sostenere e dare notorietà ad artisti, designer, musicisti, illustratori, fotografi e organizzazioni creative. Nel 2016, il sito ha registrato un miliardo di richieste di visualizzazione per le pagine web prodotte dalla comunità. 
Le loro storie sono ospitate dalla piattaforma di contenuti WePresent.
Dopo aver offerto un account gratuito a qualsiasi studente di arti creative negli Stati Uniti, WeTransfer ha avviato l'Università della Metropolitana in collaborazione con l'istituto Sandberg di Amsterdam, un corso di formazione artistica post-laurea diretto dalla designer francese Nelly Ben Hayoun.